# クカン郡
座標: 北緯14度42分48秒 東経104度11分54秒 / 北緯14.71333度 東経104.19833度
クカン郡（クカンぐん）は、タイ東北部・シーサケート県にある郡（アムプー）である。

## 歴史
1763年、アユタヤ王、エーカタットによりムアンクカンと呼ばれる都市の建設が命じられた。その後、長期間は現在のシーサケート県の中心であり、国主が置かれていた。1904年、ムアンクカンの所在地がムアンシーサケートに移転してそこが新たにクカンと呼ばれることとなり、クカン郡はフワイヌア郡と名前を変えた。その後、1938年に名称が見直され、クカン郡（シーサケート）はムアンシーサケートと呼ばれるようになり、フワイヌア郡はクカン郡という名称に戻った。

## 地理
ムーン川の支流の形成した平地に位置する。主な河川は、サムラーン川、サーラー川、ヌア川、ティックスー川などである。
交通は220号線が北に延びており、シーサケート方面と通じる。国道24号線が東西に延びており、東にデートウドム方面、西にプラーサート方面と通じる。また、2157号線が南に延びており、プーシン方面と通じる。

## 経済
郡の主な産業は農業である。耕地面積は465,777ライで21,468の世帯が農業生産に従事している。主な農業生産品は、コメ、繊維、トウガラシ、マンゴーなどである。

## 行政区分
郡は22のタムボンに分かれ、さらにその下位に279の村（ムーバーン）がある。自治体（テーサバーン）があり、以下のようになっている。
- テーサバーンタムボン・ムアンクカン
- テーサバーンタムボン・シーサアート

また、郡内には22のタムボン行政体（オンカーンボーリハーンスワンタムボン）がある。なお、以下のタムボンのリストで欠番のタムボンは分離してプーシン郡となったタムボンである。
1. タムボン・カンタラーロム - ตำบลกันทรารมย์
2. タムボン・チャコン - ตำบลจะกง
3. タムボン・チャイディー - ตำบลใจดี
4. タムボン・ドーンカムメット - ตำบลดองกำเม็ด
5. タムボン・サノー - ตำบลโสน
6. タムボン・プルーヤイ - ตำบลปรือใหญ่
7. タムボン・サダオヤイ - ตำบลสะเดาใหญ่
8. タムボン・ターウット - ตำบลตาอุด
9. タムボン・フワイヌア - ตำบลห้วยเหนือ
10. タムボン・フワイタイ - ตำบลห้วยใต้
11. タムボン・フワスア - ตำบลหัวเสือ

1. タムボン・タキエン - ตำบลตะเคียน

1. タムボン・ニコムパッタナー - ตำบลนิคมพัฒนา

1. タムボン・コークペット - ตำบลโคกเพชร
2. タムボン・プラーサート - ตำบลปราสาท

1. タムボン・サムローンターチェン - ตำบลสำโรงตาเจ็น
2. タムボン・フワイサムラーン - ตำบลห้วยสำราญ

1. タムボン・クリッサナー - ตำบลกฤษณา
2. タムボン・ロムサック - ตำบลลมศักดิ์
3. タムボン・ノーンチャローン - ตำบลหนองฉลอง
4. タムボン・シートラクーン - ตำบลศรีตระกูล
5. タムボン・シーサアート - ตำบลศรีสะอาด